# Neutron Star Interior Composition Explorer

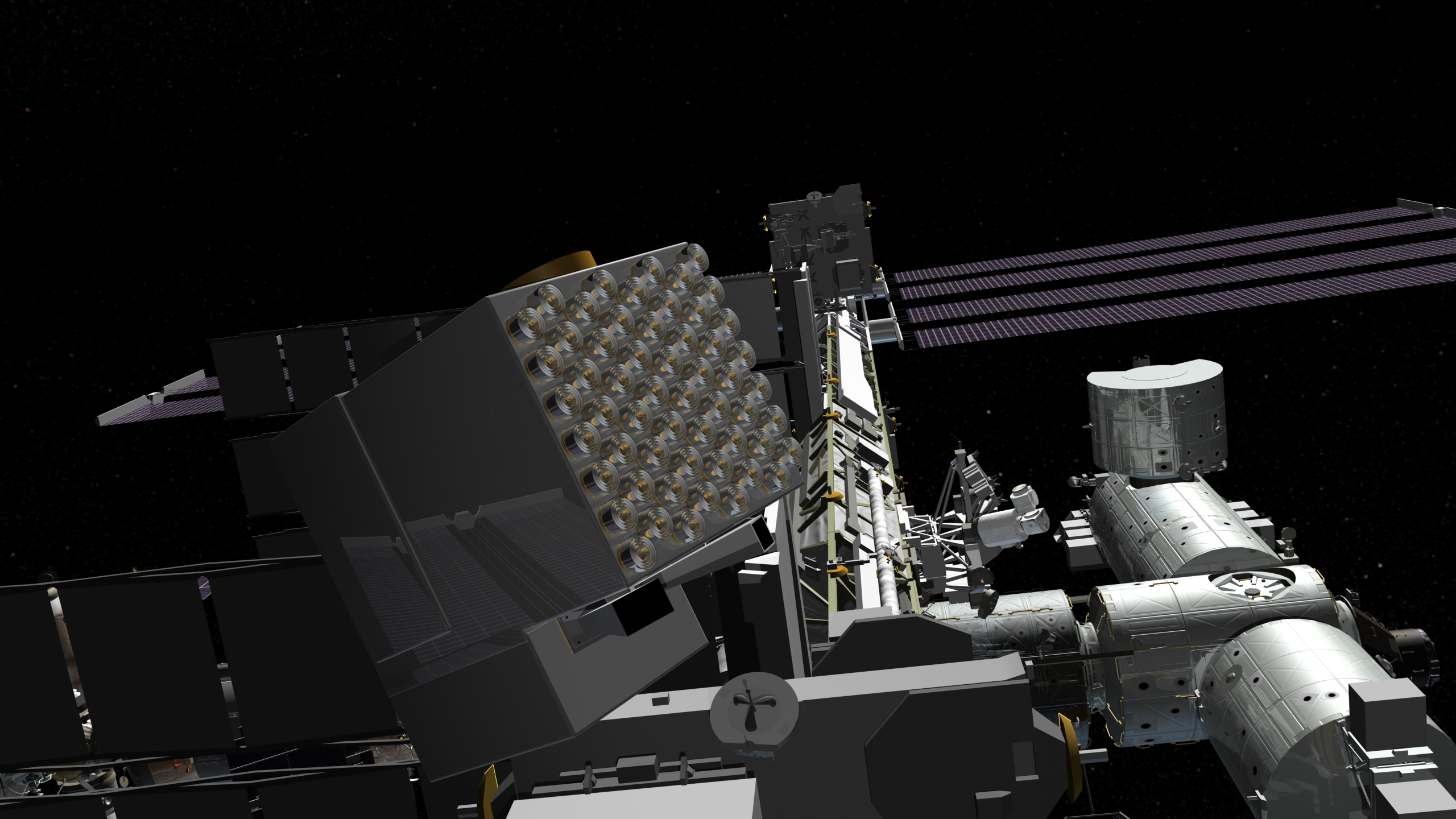
Concepção artística do NICER.

O Neutron Star Interior Composition Explorer (ou somente NICER) é uma sonda espacial planejada pela NASA como parte do Programa Explorer dedicado ao estudo da física gravitacional, eletromagnética e nuclear, e ao estudo das estrelas de nêutrons, explorando os estados exóticos da matéria onde a densidade e a pressão são maiores do que em núcleos atômicos. O NICER permitirá uma análise espectroscopica das emissões térmicas e não-térmicas das estrelas de neutrôns na banda de raios X com uma sensibilidade sem precedentes (0,2-12 macio keV ), permitindo explorar a estrutura interior, as origens de seus fenômenos dinâmicos e os mecanismos que sustentam os mais poderosos aceleradores de partículas cósmicas conhecidos. Para atingir esses objetivos, o NICER será equipado, após o lançamento,  com um detector de raios-X e instrumentos de espectroscopia, a partir da Estação Espacial Internacional (ISS). O NICER foi selecionado pela NASA para continuar na fase de formulação, em abril de 2013.

## Ligações Externas
- NICER Home page